# Kanton Carhaix-Plouguer
Kanton Carhaix-Plouguer (fr. Canton de Carhaix-Plouguer) je francouzský kanton v departementu Finistère v regionu Bretaň. Skládá se z osmi obcí.

## Obce kantonu
- Carhaix-Plouguer
- Cléden-Poher
- Kergloff
- Motreff
- Plounévézel
- Poullaouen
- Saint-Hernin
- Spézet